# Автополігон
Автополіго́н (рос. Автополигон) — селище у складі Дмитровського міського округу Московської області, Росія.
Стара назва — селище НАМІ.

## Населення
Населення — 1194 особи (2010; 2591 у 2002).
Національний склад (станом на 2002 рік):
- росіяни — 94 %